# Byrsonima rufescens
Byrsonima rufescens là một loài thực vật có hoa trong họ Malpighiaceae. Loài này được Bertol. mô tả khoa học đầu tiên năm 1840.